# Казаклия
Казаклия (рум. Cazaclia) — одно из крупнейших сёл юга Молдавии. Входит в состав автономного территориального образования Гагаузия. Расположено в 3-х километрах от железнодорожной линии участка Рени-Басарабяска.

## История
Основано в 1812 году на месте опустевшего татарского поселения Казайак на берегу одноимённой реки группой гагаузских колонистов, выходцев из южной Добруджи (села Червенцы).

## География
Село Казаклия расположено в Буджакской степи. Недалеко от южной окраины села, по направлению с северо-востока на юго-запад протекает река Лунга (левый приток реки Ялпуг), а непосредственно через село, по направлению с севера на юг протекает река Баурчи, которая в 3 км южнее села впадает в реку Лунга.

## Население
По состоянию на 2018 год в селе проживало 7272 человека. Большинством из них являются  гагаузы (96,5 %). Болгары, молдаване, русские, украинцы и цыгане составляют оставшиеся 3,5 %. До сороковых годов в городе проживало несколько еврейских и немецких семей.

## Экономика
Основу экономики села составляет сельскохозяйственный сектор. В советское время в селе был создан колхоз-передовик «Искра», позднее распавшийся на несколько индивидуальных хозяйств. Последовавшее за этим снижение уровня жизни вызвало массовую эмиграцию его жителей на заработки в крупные города России. На базе бывшей ковровой фабрики открыто предприятие турецкой текстильной компании «Asena Tekstil». Работает винодельческое предприятие «Казайак-Вин». В настоящее время проблемой села остаётся безработица и трудовая миграция.

## Водоснабжение и водоотведение
По состоянию на 2018 год население покрыто централизованным водоснабжением на 73 %, канализация и очистные сооружения отсутствует.

## Образование
В селе функционируют лицей, школа и 3 детских сада.

## Достопримечательности
Одной из достопримечательностей с. Казаклия является церковь, основанная в 1848 г.. С 1973 по 1988 г. в здании церкви располагался краеведческий музей.